# Großer Preis von Großbritannien 1927

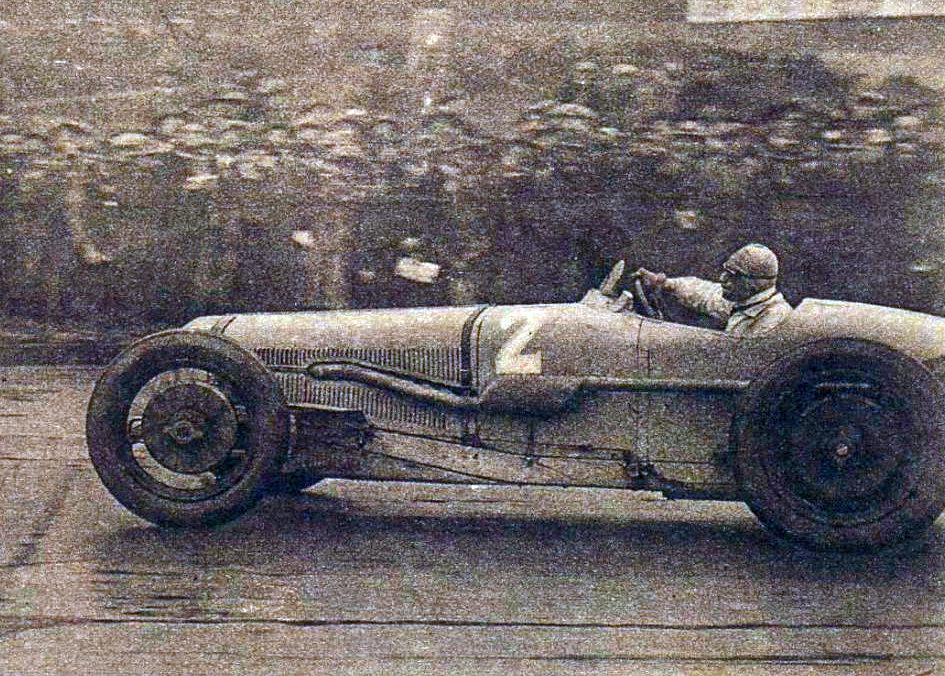
Rennsieger Robert Benoist

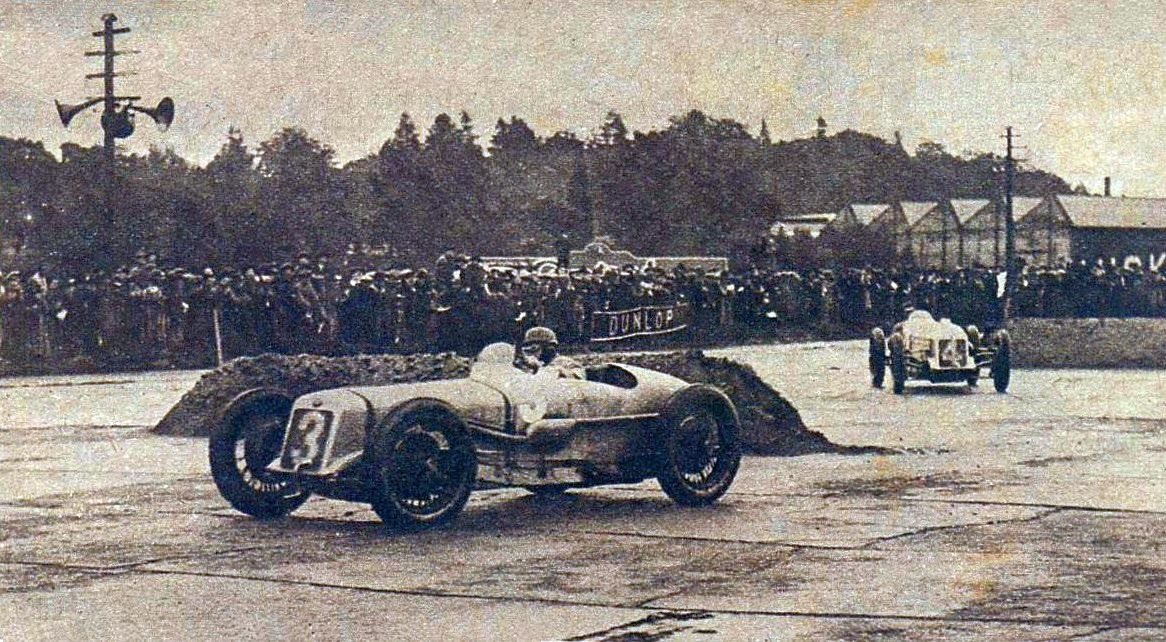
Die beiden Delage von Edmond Bourlier (Startnummer 3) und Albert Divo (Startnummer 4)

Der II. RAC Grand Prix – wie das Rennen offiziell bezeichnet wurde – fand am 1. Oktober 1927 auf der englischen Brooklands-Rennbahn statt und war der letzte Wertungslauf zur Automobilweltmeisterschaft in diesem Jahr. Das Rennen wurde unter Anwendung der geltenden Internationalen Grand-Prix-Rennformel (Rennwagen bis 1,5 Liter Hubraum; Mindestgewicht 700 kg, Karosseriebreite mindestens 80 cm) über 125 Runden à 4,21 km ausgetragen, was einer Gesamtdistanz von 526,25 km entsprach. Obwohl damit die Renndistanz gegenüber dem Vorjahr um 15 Runden verlängert wurde, erfüllte der britische Grand Prix auch 1927 nicht die eigentlich im Reglement festgelegte Mindestdistanz von 600 km. Dennoch wurde das Rennen als Lauf für die Weltmeisterschaft gewertet.
Sieger wurde Robert Benoist auf einem Delage Type 15 S 8, der damit als erster Fahrer überhaupt vier Grands Prix in unmittelbarer Reihenfolge für sich entschieden hatte.

## Rennen
Das letzte Grand-Prix-Rennen nach der 1,5-Liter-Formel war erneut eine weitgehend unspektakuläre Angelegenheit. Wie im Vorjahr hatte man versucht, die Brooklands-Rennbahn mittels zweier aus Sandsäcken geformter Schikanen etwas anspruchsvoller und Grand-Prix-tauglicher zu machen, dennoch waren die Delage Type 15 S 8 von Robert Benoist, Edmond Bourlier und Albert Divo aufgrund der überlegenen Motorleistung hier praktisch nicht zu schlagen, zumal Fiat das neue Zwölfylinder-Modell Fiat 806 nach dem Kurzauftritt beim Gran Premio di Milano umgehend wieder eingemottet hatte. Firmeninhaber Giovanni Agnelli hatte ein für allemal entschieden, keine Automobilrennen mehr zu bestreiten.
So kamen als Konkurrenz für Delage allenfalls die drei Bugatti Type 39A des Werksteams mit Emilio Materassi, Caberto Conelli und Louis Chiron am Steuer in Frage, während die übrigen Teilnehmer – drei weiteren Bugatti in Privathand und zwei Thomas Specials mit dem Ausgang des Rennens nicht viel zu tun hatten. Entsprechend lagen im strömenden Regen die drei Delage schon nach wenigen Runden gemeinsam in Front und kamen für ihre Gegner anschließend nur noch bei Überrundungen in Sicht. Bis auf einige Ausfälle unter den Hinterbänklern gab es danach im weiteren Verlauf praktisch keine Positionswechsel mehr, bis gegen Rennende bei Delage Stallorder ausgegeben wurde, dass das Rennen in der Reihenfolge Benoist – Bourlier – Divo zu Ende gehen sollte. Benoist war damit als erstem Fahrer überhaupt das seltene Kunststück gelungen, sämtliche Grands Prix einer Saison für sein Team zu gewinnen.
Erwähnenswert ist außerdem noch die Tat von Caberto Conelli, der seinen wegen eines Vergaserproblems liegengebliebenen Bugatti beinahe drei Kilometer weit um den Kurs an die Boxen schob, wo das Auto repariert und anschließend vom unter dem Pseudonym W. Williams fahrenden Briten William Grover-Williams übernommen wurde.

## Ergebnisse

### Meldeliste
| Team                       | Nr. | Fahrer                     | Info  | Chassis                 | Motor                         | Reifen |
| -------------------------- | --- | -------------------------- | ----- | ----------------------- | ----------------------------- | ------ |
| Baron d’Erlanger           | 01  | George Eyston a            |       | Bugatti T39A            | Bugatti 1.5L I8 Kompressor    |        |
| Baron d’Erlanger           |     | Sammy Davis                | RES   | Bugatti T39A            | Bugatti 1.5L I8 Kompressor    |        |
| Automobiles Delage         | 02  | Robert Benoist             |       | Delage Type 15 S 8 1927 | Delage 1.5L I8 Kompressor     | M      |
| Automobiles Delage         | 03  | Edmond Bourlier            |       | Delage Type 15 S 8 1927 | Delage 1.5L I8 Kompressor     | M      |
| Automobiles Delage         | 04  | Albert Divo                |       | Delage Type 15 S 8 1927 | Delage 1.5L I8 Kompressor     | M      |
| Automobiles Delage         |     | André Morel                | RES   |                         |                               | M      |
| Automobiles Delage         |     | Robert Sénéchal            | RES   |                         |                               | M      |
| Malcolm Campbell           | 05  | Malcolm Campbell           |       | Bugatti T39A            | Bugatti 1.5L I8 Kompressor    |        |
| Bummer Scott               | 06  | Bummer Scott               |       | Thomas Special          | Thomas 1.5L I6                |        |
| Harold Purdy               | 07  | Harold Purdy               |       | Thomas Special          | Thomas 1.5L I6                |        |
| Duesenberg Motor Company   | 08  | George Souders             | DNA b | Duesenberg Special      | Duesenberg 1.5L I8 Kompressor | F      |
| Thomas George John         | 09  | Maurice Harvey             | DNS c | Alvis GP                | Alvis 1.5L I6 Kompressor      |        |
| Automobiles Ettore Bugatti | 10  | Emilio Materassi           |       | Bugatti T39A            | Bugatti 1.5L I8 Kompressor    | M      |
| Automobiles Ettore Bugatti | 11  | Caberto Conelli d          |       | Bugatti T39A            | Bugatti 1.5L I8 Kompressor    | M      |
| Automobiles Ettore Bugatti | 12  | Louis Chiron               |       | Bugatti T39A            | Bugatti 1.5L I8 Kompressor    | M      |
| Automobiles Ettore Bugatti |     | William Grover-Williams    | RES   |                         |                               | M      |
| Gheorghe Ghyka Cantacuzene | 14  | Gheorghe Ghyka Cantacuzene |       | Bugatti T37A            | Bugatti 1.5L I4 Kompressor    |        |
| Fiat                       | 15  | Felice Nazzaro             | DNA   | Fiat 806                | Fiat 806 1.5L 2xI6            | P      |
| Fiat                       | 16  | Pietro Bordino             | DNA   | Fiat 806                | Fiat 806 1.5L 2xI6            | P      |
| Fiat                       | 17  | Carlo Salamano             | DNA   | Fiat 806                | Fiat 806 1.5L 2xI6            | P      |

### Startaufstellung
Die Startaufstellung erfolgte in der Reihenfolge der Startnummern.
| Ghyka | Conelli | Conelli | Materassi | Purdy | Scott | Campbell | Divo | Bourlier | Benoist | Eyston |

### Rennergebnis
| Pos. | Fahrer                                  | Konstrukteur | Runden | Stopps | Zeit          | Start | Schnellste Runde | Ausfallgrund              |
| ---- | --------------------------------------- | ------------ | ------ | ------ | ------------- | ----- | ---------------- | ------------------------- |
| 01   | Robert Benoist                          | Delage       | 125    |        | 3:49:14,6 h   | 2     |                  |                           |
| 02   | Edmond Bourlier                         | Delage       | 125    |        | + 7,0 s       | 3     |                  |                           |
| 03   | Albert Divo                             | Delage       | 125    |        | + 3:05,4 min  | 4     |                  |                           |
| 04   | Louis Chiron                            | Bugatti      | 125    |        | + 28:35,4 min | 10    |                  |                           |
| 05   | Emilio Materassi                        | Bugatti      | 118    |        | + 7 Runden    | 8     |                  |                           |
| —    | Caberto Conelli William Grover-Williams | Bugatti      | 106    |        | NC            | 9     |                  |                           |
| —    | Malcolm Campbell                        | Bugatti      | 97     |        | DNF           | 5     |                  | steckengebliebene Ventile |
| —    | George Eyston Sammy Davis               | Bugatti      | 95     |        | DNF           | 1     |                  | Kompressorschaden         |
| —    | Gheorghe Ghyka Cantacuzene              | Bugatti      | 28     |        | DNF           | 11    |                  | defekter Ansaugkrümmer    |
| —    | Harold Purdy                            | Thomas       | 9      |        | DNF           | 7     |                  | Getriebeschaden           |
| —    | Bummer Scott                            | Thomas       | 8      |        | DNF           | 6     |                  | Kupplungsschaden          |